# ناگهان (فیلم ۱۹۹۸)
ناگهان (به هندی: Achanak) فیلمی محصول سال ۱۹۹۸ و به کارگردانی ویجی گالانی است. در این فیلم بازیگرانی همچون گوویندا، مانیشا کویرالا، فرح، راهول روی، جانی لور، پارش راوال، شاهرخ خان، سانجی دات ایفای نقش کرده‌اند.